# Ланюсс, Пьер (Робер)
Пьер Ланюсс (фр. Pierre Lanusse; 1768—1847) — французский военный деятель, дивизионный генерал (1813 год), барон (1810 год), участник революционных и наполеоновских войн. Старший брат дивизионного генерала Франсуа Ланюсса.

## Биография
Родился в семье Жана-Батиста Ланюсса (фр. Jean-Baptiste Lanusse; 1720-1783) и Жанны Илотт (фр. Jeanne Hilotte; 1748-). 1 мая 1793 года записался добровольцем в армию, и был избран сослуживцами лейтенантом свободной роты республиканцев Олерона. Вместе со всей ротой попал в плен, но сумел бежать. Вернувшись на службу, стал адъютантом брата в Итальянской армии. 29 марта 1797 года переведён в состав 4-го конно-егерского полка.
Принял участие в Египетской экспедиции в качестве адъютанта брата. 9 мая 1799 года был ранен пулей в колено в сражении при Даманхуре.
После смерти брата вернулся во Францию. 12 января 1802 года стал адъютантом генерала Мюрата, и в этом качестве принял участие в кампании 1805 года.
26 декабря 1805 года произведён в полковники, и назначен командиром 17-го полка линейной пехоты в составе дивизии генерала Морана. Блестяще провёл Прусскую и Польскую кампании 1806-07 годов, отличившись в сражениях при Ауэрштедте, Чарново, при переправе через Вкру, Голымине, Прейсиш-Эйлау и Гейльсберге, где был ранен в правое плечо. 17 июля 1808 года получил звание бригадного генерала.
18 июля 1808 года перешёл на службу Великого герцогства Берг, а после восшествия Мюрата на трон Неаполя — на неаполитанскую службу в звании дивизионного генерала. В октябре 1808 года получил почётную должность великого маршала Королевского дворца. В 1810 году возглавил Королевскую гвардию.
25 октября 1810 года в Неаполе женился на Жермене де Периньон (фр. Germaine de Pérignon; 1787-1844), дочери маршала Периньона, от которой имел троих детей:
- сын Шарль де Ланюсс-Булемон (фр. Charles de Lanusse-Boulémont; 1811-1891)
- дочь Мария-Луиза де Ланюсс (фр. Marie-Louise Lanusse; 1818-1871)
- сын Анри де Ланюсс (фр. Henri de Lanusse; 1822-1822).

В 1811 году возвратился на французскую службу с чином бригадного генерала, и был зачислен в штаб Императорской гвардии. 8 февраля 1812 года назначен командиром 2-й бригады 1-й пехотной дивизии гвардии, также с 8 февраля до 10 марта был временным командиром этой дивизии, до назначения на этот пост генерала Делаборда. Участвовал в Русской кампании.
10 апреля 1813 года возглавил 3-ю бригаду 1-й пехотной дивизии Молодой гвардии генерала Дюмустье, с которой отличился в сражении при Лютцене. 4 августа 1813 года произведён в дивизионные генералы, и 6 августа стал командиром 2-й пехотной дивизии в гарнизоне Магдебурга. Храбро оборонял город до 19 мая 1814 года, после чего удалился в Мец, и был уволен со службы.
Во время «Ста дней» назначен 22 марта 1815 года Наполеоном командующим 3-го военного округа в Меце. После второй Реставрации Бурбонов был определён в резерв. В 1816, в 1818 и в 1821 годах выполнял функции генерального инспектора пехоты. В 1822 году был членом комиссии по разработке Кодекса военной юстиции. В 1823 году был командующим 6-го военного округа в Безансоне. С 4 августа 1830 года без служебного назначения. 1 декабря 1833 года вышел в отставку, после чего удалился в Версаль, где и умер 3 мая 1847 года в возрасте 78 лет.

## Воинские звания
- Лейтенант (1 мая 1793 года);
- Младший лейтенант (17 марта 1797 года);
- Лейтенант (17 марта 1798 года);
- Капитан (17 марта 1800 года);
- Командир эскадрона (3 апреля 1802 года);
- Полковник (26 декабря 1805 года);
- Бригадный генерал (17 июля 1808 года);
- Дивизионный генерал неаполитанской службы (1 октября 1808 года);
- Дивизионный генерал (4 августа 1813 года).

## Титулы
- Барон Ланюсс и Империи (фр. baron Lanusse et de l'Empire; декрет от 19 марта 1808 года, патент подтверждён 26 апреля 1810 года)[1].

## Награды
Легионер ордена Почётного легиона (14 июня 1804 года)
 Офицер ордена Почётного легиона (10 мая 1807 года)
 Кавалер ордена Железной короны (17 июля 1808 года)
 Высший сановник королевского ордена Обеих Сицилий (1810 год)
 Коммандан ордена Почётного легиона (14 мая 1813 года)
 Кавалер военного ордена Святого Людовика (1814 год)